# Eoeugnathus
Eoeugnathus megalepis
Genre
Espèce
Eoeugnathus est un genre fossile de poissons à nageoires rayonnées de la famille également fossile des Panxianichthyidae qui ont vécu de l’Anisien au Ladinien du Trias moyen. Une seule espèce est connue, Eoeugnathus megalepis (Brough, 1939).

## Classification
Le genre Eoeugnathus et l'espèce Eoeugnathus megalepsis sont créés et décrits en 1939 par le paléontologue britannique James Brough (d) (1904-1988),,

### Étymologie
L'épithète spécifique megalepsis signifie en latin « méga charme ».[réf. nécessaire]

## Répartition
Des restes fossiles d’Eoeugnathus ont été mis au jour en Italie, en Espagne et en Suisse.

## Publication originale
- [1939] (en) James Brough (d), The Triassic fishes of Besano, Lombardy, 1939, 1-117 p. .